# لورانس دوبونت
لورانس دوبونت (بالإنجليزية: Lawrence Dupont)‏ هو لاعب كرة قدم أمريكية أمريكي، ولد في 22 ديسمبر 1891 في هوما في الولايات المتحدة، وتوفي في 5 أبريل 1955.